# Cochran (cràter)
Cochran és un cràter d'impacte en el planeta Venus de 100 km de diàmetre. Porta el nom de Jacqueline Cochran (c 1906-1980), aviadora estatunidenca, i el seu nom va ser aprovat per la Unió Astronòmica Internacional el 1985.